# Södra Kamptjärnen
Södra Kamptjärnen är en sjö i Arvika kommun i Värmland och ingår i Göta älvs huvudavrinningsområde. Sjöns area är 0,036 kvadratkilometer och den befinner sig 231 meter över havet.